# 岡島頭首工
岡島頭首工（おかじまとうしゅこう）は、岐阜県揖斐郡揖斐川町の揖斐川にある、西濃用水の取水用の可動堰でもあり、かつ橋でもある。
橋としての名は、前島橋といい、揖斐川町の町道である。

## 概要
- 供用 1984年（昭和59年）
- 延長 162.3m

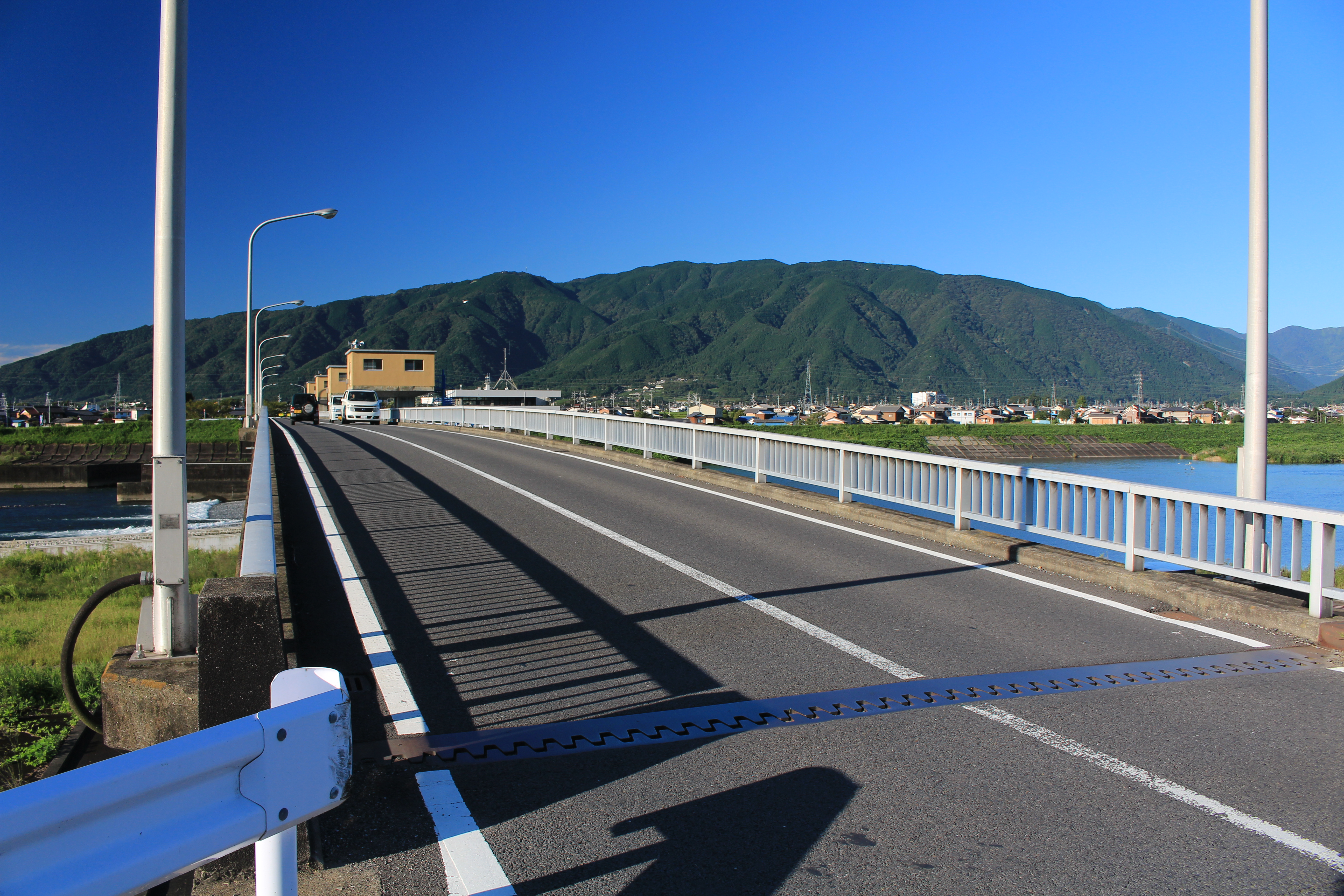
片側1車線の車道、歩道はない
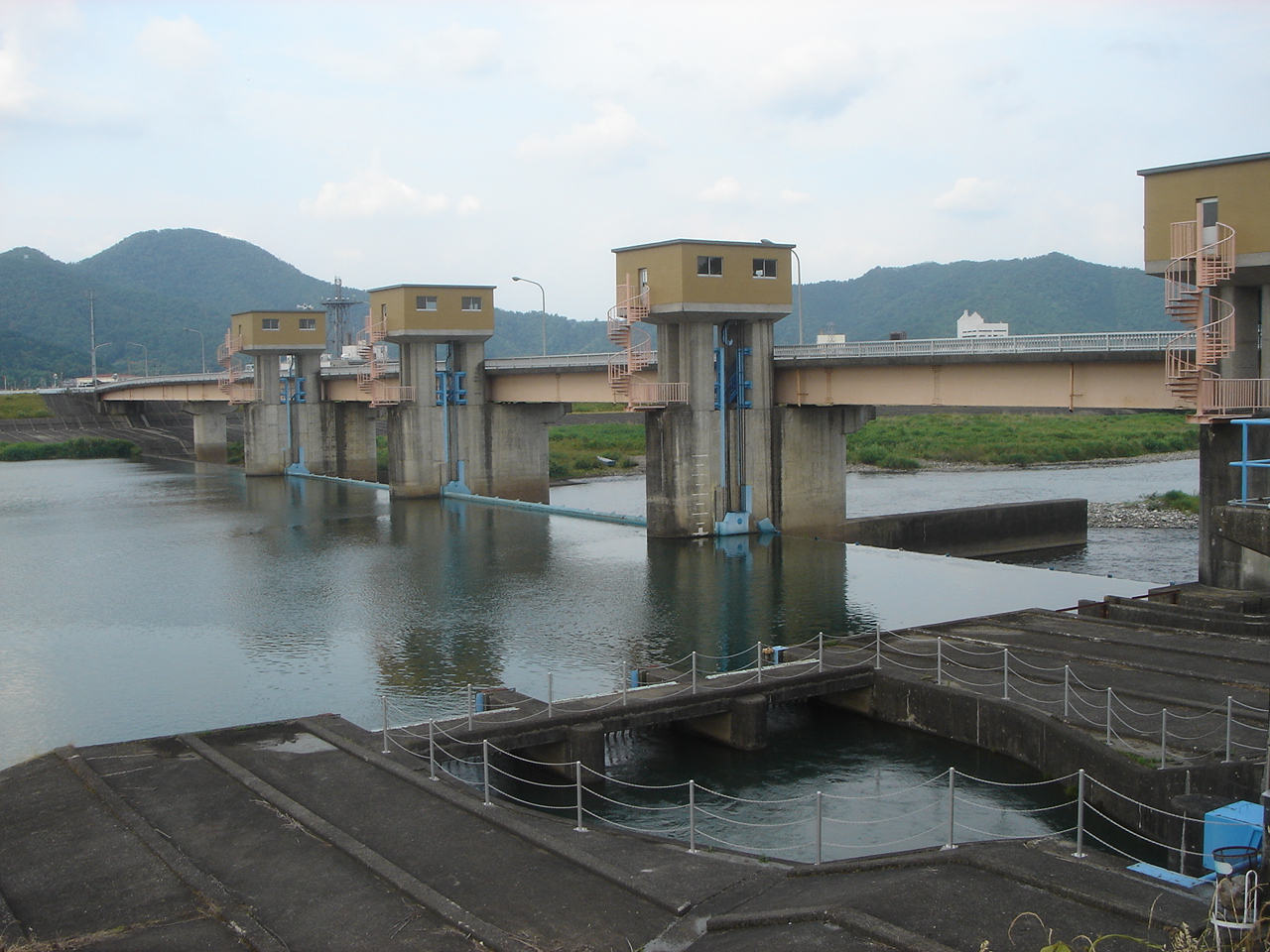
西濃用水の取水口

## 所在地
- 北岸：岐阜県揖斐郡揖斐川町三輪
- 南岸：岐阜県揖斐郡揖斐川町上岡島